# ويليام هنري أليسون
ويليام هنري أليسون هو سياسي كندي، ولد في 14 يونيو 1838 في كندا، وتوفي في 15 ديسمبر 1934 بمقاطعة برول في الولايات المتحدة. حزبياً، نشط في حزب كندا المحافظ. وقد انتخب عضو مجلس نواب نوفا سكوتيا وانتخب عضو مجلس العموم الكندي.